# Andrij Kopčaj
Andrij Kopčaj (ukrajinsky Андрій Копчай, rusky Андрей Копчай (Andrej Kopčaj); 13. února 1917 Pinkovce – ?) byl rusínský fotbalový záložník.
Ve druhé světové válce bojoval na východní frontě.

## Hráčská kariéra
V československé lize hrál za Rusj Užhorod v sezoně 1936/37, aniž by skóroval. Nastupoval také za ČsŠK Užhorod (1932–1933) a Spartak Užhorod (1946–1948).

### Prvoligová bilance
| Ročník             | Zápasy | Góly | Minuty | Klub            |
| ------------------ | ------ | ---- | ------ | --------------- |
| I. liga 1936/37    | 1      | 0    | 90     | SK Rusj Užhorod |
| CELKEM I. ČS. LIGA | 1      | 0    | 90     |                 |